# Тейдж Томпсон
Тейдж Томпсон (англ. Tage Thompson; нар. 30 жовтня 1997, Фінікс) — американський хокеїст, центральний нападник клубу НХЛ «Баффало Сейбрс». Гравець збірної команди США.

## Ігрова кар'єра
Хокейну кар'єру розпочав 2014 року в системі з розвитку юніорського хокею США (ХЛСШ).
З 2015 по 2017 роки Тейдж виступав за університетську команду Коннектикуту (НКАА).
2016 року був обраний на драфті НХЛ під 26-м загальним номером командою «Сент-Луїс Блюз». 7 березня 2017 року підписав трирічний контракт з «блюзменами» і одразу заявлений за фарм-клуб «Чикаго Вулвс» (АХЛ)..
4 жовтня 2017 року Томпсон дебютував у НХЛ у матчі проти «Піттсбург Пінгвінс», «блюзмени» перемогли в овертаймі 5–4. 20 грудня відзначився закинутою шайбою в матчі проти «Едмонтон Ойлерз», «блюзмени» поступились 3–2.
1 липня 2018 року його обміняли размо із Патріком Берглундом та Владіміром Соботкою на гравця «Баффало Сейбрс» Раєна О'Райллі.
5 жовтня 2020 року, Тейдж підписав трирічний контракт із «Сейбрс» на суму $4,2 мільйона доларів.
19 лютого 2022 року, Томпсон оформив свій перший хет-трик у кар'єрі в програнмоу матчі 5–3 «Колорадо Аваланч». 30 серпня Томпсон підписав семирічний контракт із «Сейбрс».
31 жовтня 2022 року Томпсон оформив другий хет-трик плюс три результативні передачі у переможній грі 8–3 проти «Детройт Ред Вінгз». 7 грудня в грі проти «Колумбус Блю-Джекетс» Тейдж оформив покер (п'ять закинутих шайб) плюс результативна передача. Він став другим американцем, який відзначився п'ятьма голами в грі, першим був Марк Павелич 23 лютого 1983 року. У січні 2023 року Томпсона обрали для участі в матчі всіх зірок НХЛ, але його замінив через травму захисник Расмус Далін. 23 лютого Томпсон оформив хет-трик у переможній грі 6–5 в овертаймі над «Тампа-Бей Лайтнінг».

## На рівні збірних
У складі юніорської збірної США чемпіон світу 2015 року.
У складі молодіжної збірної США став чемпіоном світу у 2017 році.
У складі збірної команди США бронзовий призер 2018 та 2021 років, чемпіон світу 2025 року.

## Нагороди та досягнення
- Учасник матчу всіх зірок НХЛ — 2023 (не брав участі через травму).[16]

## Статистика

### Клубні виступи
| 2013–14      | Айлендерс 16U AAA        | США          | 16  | 17  | 14  | 31  | 8   | —  | — | — | — | — |
| 2014–15      | США                      | ХЛСШ         | 25  | 7   | 7   | 14  | 20  | —  | — | — | — | — |
| 2014–15      | США                      | США          | 64  | 12  | 14  | 26  | 32  | —  | — | — | — | — |
| 2015–16      | Університет Коннектикуту | НКАА         | 36  | 14  | 18  | 32  | 12  | —  | — | — | — | — |
| 2016–17      | Університет Коннектикуту | НКАА         | 34  | 19  | 13  | 32  | 24  | —  | — | — | — | — |
| 2016–17      | Чикаго Вулвс             | АХЛ          | 16  | 1   | 1   | 2   | 2   | 10 | 2 | 1 | 3 | 4 |
| 2017–18      | Сент-Луїс Блюз           | НХЛ          | 41  | 3   | 6   | 9   | 12  | —  | — | — | — | — |
| 2017–18      | Сан-Антоніо Ремпедж      | АХЛ          | 30  | 8   | 10  | 18  | 4   | —  | — | — | — | — |
| 2018–19      | Баффало Сейбрс           | НХЛ          | 65  | 7   | 5   | 12  | 20  | —  | — | — | — | — |
| 2018–19      | Рочестер Американс       | АХЛ          | 8   | 6   | 3   | 9   | 4   | 3  | 2 | 0 | 2 | 2 |
| 2019–20      | Рочестер Американс       | АХЛ          | 16  | 6   | 6   | 12  | 8   | —  | — | — | — | — |
| 2019–20      | Баффало Сейбрс           | НХЛ          | 1   | 0   | 0   | 0   | 0   | —  | — | — | — | — |
| 2020–21      | Баффало Сейбрс           | НХЛ          | 38  | 8   | 6   | 14  | 17  | —  | — | — | — | — |
| 2021–22      | Баффало Сейбрс           | НХЛ          | 78  | 38  | 30  | 68  | 37  | —  | — | — | — | — |
| 2022–23      | Баффало Сейбрс           | НХЛ          | 78  | 47  | 47  | 94  | 39  | —  | — | — | — | — |
| 2023–24      | Баффало Сейбрс           | НХЛ          | 71  | 29  | 27  | 56  | 43  | —  | — | — | — | — |
| 2024–25      | Баффало Сейбрс           | НХЛ          | 76  | 44  | 28  | 72  | 35  | —  | — | — | — | — |
| Усього в НХЛ | Усього в НХЛ             | Усього в НХЛ | 448 | 176 | 149 | 325 | 203 | —  | — | — | — | — |

### Збірна
| Рік                | Команда            | Турнір             | Місце              | І  | Г | П | О  | ШХ |
| ------------------ | ------------------ | ------------------ | ------------------ | -- | - | - | -- | -- |
| 2015               | США                | ЮЧС18              | 1                  | 7  | 0 | 1 | 1  | 2  |
| 2017               | США                | МЧС                | 1                  | 7  | 1 | 4 | 5  | 4  |
| 2018               | США                | ЧС                 | 3                  | 10 | 1 | 2 | 3  | 16 |
| 2021               | США                | ЧС                 | 3                  | 8  | 1 | 4 | 5  | 2  |
| 2025               | США                | ЧС                 | 1                  | 10 | 6 | 3 | 9  | 6  |
| Молодіжна збірна   | Молодіжна збірна   | Молодіжна збірна   | Молодіжна збірна   | 14 | 1 | 5 | 6  | 6  |
| Національна збірна | Національна збірна | Національна збірна | Національна збірна | 28 | 8 | 9 | 17 | 24 |